# آواي كوره
قرية آواي كوره أو آواي الكبرى (بالكردية: ئاوایی گەورە)‏ هي إحدى قرى ناحية قورة تو في قضاء خانقين ضمن الحدود الإدارية لمحافظة السليمانية لأنها ضمن مناطق إدارة كرميان في إقليم كردستان العراق.